# High Standard Model 10

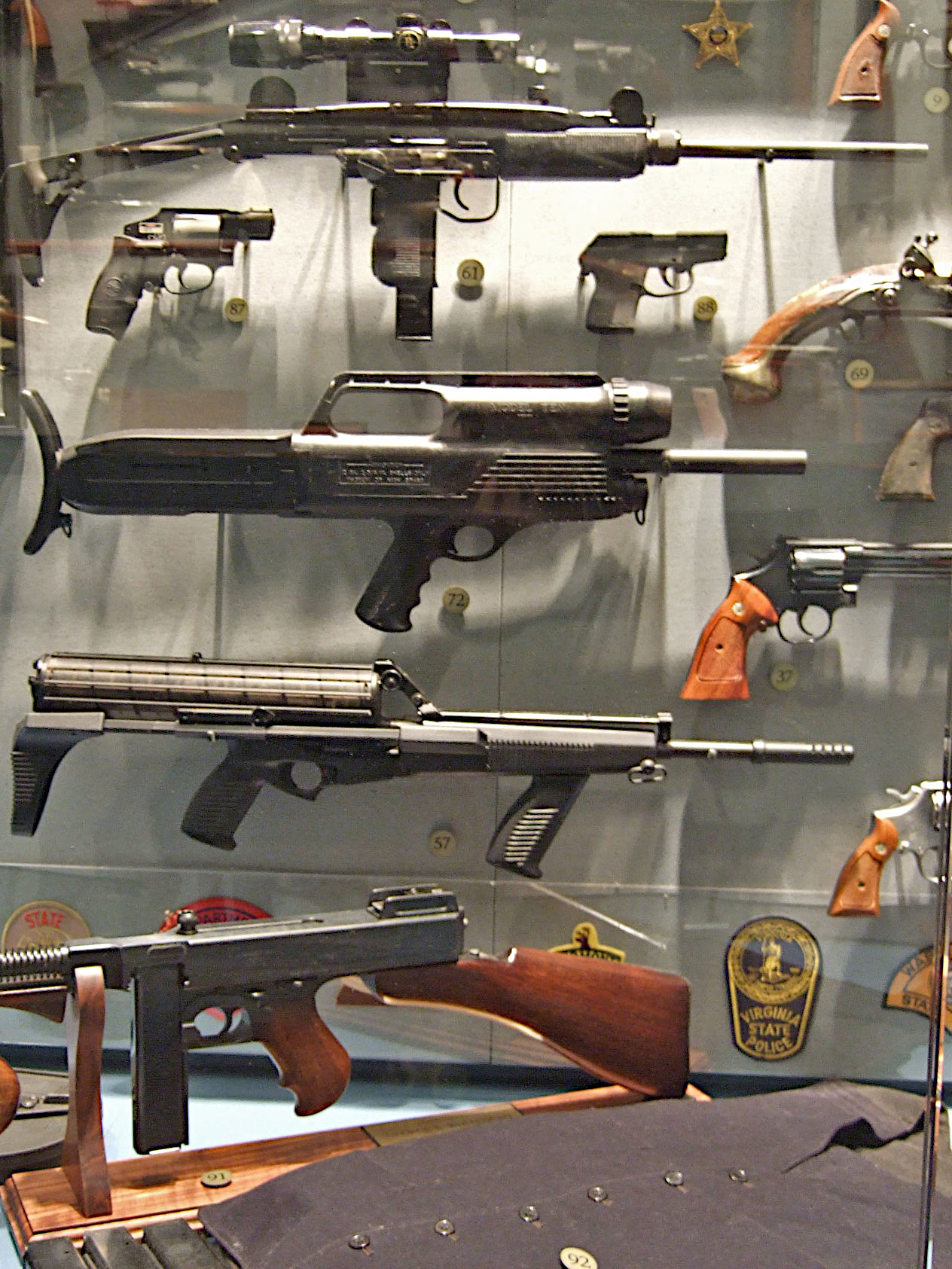
High Standard Model 10A (zweite Langwaffe von oben)

Die Hi-Standard Model 10 ist eine amerikanische Selbstladeflinte, die auf eine Konstruktion des ehemaligen Polizei-Sergeants Alfred H. Crouch zurückgeht.
Die Model 10 war die erste Flinte in Bullpup-Konfiguration, die in Serie gefertigt wurde.

## Geschichte
Alfred H. Crouch war in den 1950er Jahren Polizist beim Santa Monica Police Department in Kalifornien. Negative Erfahrungen mit dem damaligen Dienstrevolver waren der Grund dafür, dass Crouch die Flinte bevorzugte. Obwohl die Flinte viele Vorteile bot, hatte sie auch einige Nachteile: die bei Polizeibehörden üblicherweise eingeführten Flinten waren etwa 100 cm lang und damit zu sperrig, um sie aus einem Streifenwagen heraus einzusetzen oder sie unter einem Mantel zu verbergen. Darüber hinaus benötigte man beide Hände, um die Flinte zu verwenden.
Anfang 1957 begann Crouch dann ernsthaft über Verbesserungen für eine Polizeiflinte nach. Ein-Mann-Streifenfahrten waren damals üblich; daher war es wünschenswert, dass eine Flinte mit einer Hand zu führen sei und der Polizist somit die andere Hand frei hätte, seinen Streifenwagen zu lenken. Diese Vorstellung ließ sich nur verwirklichen, so schloss Crouch, wenn man einen Pistolengriff am Schwerpunkt der Flinte anbrächte. Der Schwerpunkt der meisten Flinten liegt kurz vor dem Ende des Verschlussgehäuses. Crouch konzentrierte sich darauf, einen Vorderschaft zu konstruieren, der Abzug, Sicherung und alle notwendigen Teile zur Übertragung enthielt. Der Kolben der Flinte müsste entfernt werden und durch eine entsprechende Schulterplatte ersetzt werden. Crouch schloss weiter, dass diese Platte – drehbar gelagert – es ermöglichen würde, die Flinte sowohl von der Schulter als auch aus der Armbeuge abgefeuert werden könnte.
Crouch brachte seine Ideen zu Papier und schickte sein Konzept an verschiedene Waffenhersteller; sein Konzept stieß aber auf Ablehnung. Also entschied Crouch sich, selbst einen Prototyp zu bauen. Eine Remington Model 58 Sportsman wurde zur Grundlage, auch wenn sie nur eine Munitionskapazität von drei Patronen hatte.
Anfang 1959 war der Prototyp fertig. Von der Remington waren Kolben und Vorderschaft entfernt worden, der Lauf auf die legale Mindestlänge von 46,4 cm gekürzt worden. Der Kolben war durch eine gebogene Schulteranlage aus Aluminium mit einem Rückstoßpolster aus Gummi ersetzt worden; die Schulteranlage war mit der normalen Schraube befestigt worden, die sonst den Kolben hielt und drehbar. Der Vorderschaft war durch einen länglichen Aluminiumkörper ersetzt, an den der Pistolengriff angebracht war. Durch eine Übertragungsstange wirkte der Abzug am Pistolengriff auf den normalen Abzug der Flinte. Je ein Riemenbügel an der Schulteranlage und unten am Pistolengriff erlaubte es, einen Gewehrriemen anzubringen. Eine normale Polizei-Stabtaschenlampe konnte mittels Schwalbenschwanz-Montage links am neuen Vorderschaft angebracht werden. Der Prototyp war 66 cm lang und wog (ohne Taschenlampe) 4,1 kg.
Rudolph A. Donatelli, ebenfalls Polizist in Santa Monica, war so vom Prototyp beeindruckt, dass er die nötigen Geldmittel bereitstellte, um Crouchs Konstruktion patentieren zu lassen. Der Patentantrag wurde am 15. Juli 1959 gestellt, das US-Patent am 7. Februar 1961 unter der Nummer 2.970.398 erteilt. In der Patentschrift gibt es eine Abweichung zum Prototyp: Ein Schenkel der Schulteranlage ist länger, so dass die Schulteranlage durch sein Gewicht in senkrechter Stellung blieb.
Ende 1959 und Anfang 1960 gingen Briefe mit Bildern an Remington, Ithaca, Browning, Winchester und High Standard, damals wichtige Flintenhersteller. Abgesehen von High Standard lehnten alle Firmen den Entwurf wiederum ab. High Standard nahm eine Marktanalyse vor und kam dann zum Schluss, dass der zu erwartende Absatz eine Fertigung nicht rechtfertigen würde.
Crouchs Konzept lag bis 1964 brach; Ed Davis, der später Polizeichef von Los Angeles wurde, ermutigte Crouch, die Arbeit an seiner Waffe wieder aufzunehmen. Crouch überarbeitete seinen Entwurf erneut: 1965 hatte er die Remington Model 58 als Grundlage aufgegeben und sich der High Standard Supermatic zugewandt. Der Aluminiumkörper wurde durch ein zweiteiliges Kunststoffgehäuse ersetzt, in das oben ein Tragegriff und eine Lampe integriert waren; ein rudimentäres Büchsenvisier befand sich oben auf dem Lampengehäuse. Des Weiteren entwickelte Crouch eine Magazinverlängerung, die die Munitionskapazität auf 7 Schuss erhöhte.
Die High Standard Corporation startete Ende 1964 ein Forschungs- und Entwicklungsprogramm für eine Polizeiflinte; angeregt und geleitet wurde das Programm von William J. Donovan, der bei High Standard stellvertretender Vertriebsleiter war.
Vor dem Hintergrund zunehmender Unruhen in den USA begannen Polizeibehörden, ihre Bewaffnung aufzustocken. Eine neue Marktanalyse bestätigte, dass ein Absatzmarkt für Crouchs Konzept gegeben war, der eine Fertigung rechtfertigen würde.
Bei einem Treffen, zu dem Crouch seinen 1959er Prototyp und den Entwurf für den 1965er Prototyp mitbrachte, wurde vereinbart, dass die High Standard Corporation eine Supermatic-Flinte bereitstellen und Crouch sämtliche Umbauteile anfertigen würde.
Das neue Gehäuse wurde von der SETCO, einer kunststoffverarbeitenden Firma in Los Angeles, in zwei Teilen aus glasfaserverstärktem Kunststoff hergestellt. Dieser als „Fiberglass“ bezeichnete Prototyp hatte bei einer Gesamtlänge von 66 cm eine Lauflänge von 46,4 cm und wog 4 kg. Der Prototyp wurde anschließend bei High Standard eingehenden Tests unterzogen. Die Tests waren erfolgreich, zeigten aber, dass noch einige kleinere Änderungen erforderlich waren.
Ende 1966 waren die Arbeiten abgeschlossen und die Einrichtung für die Fertigung begann. Crouch wurde am 18. Mai 1967 das US-Patent 3.488.488 erteilt, das die Änderungen abdeckte. Vier Bestandteile, die das Patent umfasste, wurden jedoch zunächst nicht in der Produktion umgesetzt: eine abnehmbare Lampe, eine aufklappbare offene Visierung, eine Magazinverlängerung und die dazu benötigte Befestigung. 
Im Juni 1967 kam die Waffe als „Model 10, Series A, Police Shotgun“ auf den Markt.
Drei Jahre später, im August 1970, erschien eine neue Version: die „Model 10, Series B, Police Shotgun“. Die neue Version umfasste einige Änderungen, die großenteils auf Feedback von Polizeibehörden basierten, die Erfahrungen mit der Model 10A gemacht hatten.

## Modellvarianten
Model 10A 
Die Model 10A ist ein aufschießender Gasdrucklader im Kaliber 12; es können 12/70er und 12/76er Patronen verschossen werden. Das unter dem Lauf befindliche Röhrenmagazin fasst 4 Patronen. Das Gehäuse besteht aus schwarzem glasfaserverstärktem Kunststoff. Der Spannhebel befindet sich an der rechten Waffenseite, die Ladeöffnung an der Unterseite. Die Schulteranlage ist drehbar, wird aber von einer Feder in Position gehalten. Der Lichtkegel der integrierten Lampe war so justiert, dass er mit dem Streukreis der Flinte auf eine Entfernung von rund 30 m deckungsgleich war. Ein Drehring an der Lampe diente als Schalter.
 Model 10B 
Die Model 10B ist geringfügig schwerer als die Model 10A (4,4 kg). Die Lampe ist abnehmbar und etwas nach links von der Längsachse der Flinte versetzt. Der Tragegriff ist nicht integraler Bestandteil des Gehäuses, sondern umklappbar. Der Sockel des Tragegriffs dient auch als Korn für das Büchsenvisier und Halterung für die Lampe. An der Mündung befindet sich ein nach hinten umlegbares Korn. Zusätzlich zum Spannhebel an der rechten Waffenseite hat die Model 10B einen Spannhebel an der linken Waffenseite, so dass der Schütze den Pistolengriff mit der rechten Hand halten kann und die Waffe mit der linken spannen kann.